# Slice of life
Slice of life (stykker af livet) er et udtryk og en genre, der dækker over forholdsvis realistisk gengivelse af hverdagens oplevelser i kunst og underholdning.

## Teater og film
Teaterudgaven af udtrykket dækker over en naturlig gengivelse af det virkelige liv og kan nogle gange bruges som et adjektiv som i "et stykke med 'slice of life'-dialog". Udtrykket opstod mellem 1890 og 1895 som en lånt oversættelse af den franske vending tranche de vie, som den franske dramatiker Jean Jullien (1854–1919) krediteres for.
Jullien introducerede udtrykket kort tid en opførelse af hans stykke The Serenade, hvilket Wayne S. Turney omtalte i sin essay, "Notes on Naturalism in the Theatre":
"The Serenade blev introduceret af Théâtre Libre i 1887. Det er et prima eksempel på rosserie, det vil sige stykker, der beskæftiger sig med korrupte, umoralske personer, der lader til at være respektable, "smilende, smilende, forbandede skurke..." Jullien gav os det berømte ordsprog, der definerer naturalismen i hans The Living Theatre (1892): "Et stykke er et stykke af livet sat på scenen med kunst". Han fortsætter med at sige, at "...vores formål ikke er at skabe latter men eftertanke". Han følte at stykkets historie ikke ender, når tæppet går ned, hvilket som han siger "blot er en vilkårlig afbrydelse af handlingen, der gør tilskueren fri til at spekulere over, hvad der sker bagved..."
I 1950'erne blev udtrykket ofte brugt kritisk ved anmeldelser af drama i amerikansk tv, især tv-spil af JP Miller, Paddy Chayefsky, og Reginald Rose. På den tid blev det nogle gange brugt synonymt med det nedsættende "kitchen sink realism", hverdagsrealisme, et udtryk adopteret fra britisk film og teater.

## Anime og manga
I anime og manga, japanske tegnefilm og tegneserier, er "slice of life" en genre, der ofte svarer til teenage melodramaer, samtidig med at det bruges som fortælleteknik. Yonkoma, firebilledestriber, kan således give små humoristiske indblik i figurernes liv, uden at der i øvrigt forekommer nogen for drama eller udvikling.